# Médové
Médové (staropersky: 𐎶𐎠𐎭 Māda-; akkadsky:  mat Mādāya; starořecky: Μῆδοι Mēdoi; latinsky Medi) byli starověkým íránským národem hovořící médštinou a který obýval oblast známou jako Médie mezi západním a severním Íránem. Kolem 11. století př. n. l. obsadili hornatou oblast severozápadního Íránu a severovýchodní a východní oblast Mezopotámie v okolí Ekbatany (dnešní Hamadán). Předpokládá se, že k jejich konsolidaci v Íránu došlo během 8. století před naším letopočtem. V 7. století př. n. l.. byl celý západní Írán a některá další území pod nadvládou Médů, ale jejich přesný zeměpisný rozsah zůstává neznámý.
Ačkoli se obecně uznává, že zaujímají důležité místo v dějinách starověkého Orientu, nezanechali Médové žádný písemný zdroj, který by rekonstruoval jejich historii, která je známa pouze ze zahraničních zdrojů jako jsou Asyřané, Babyloňané, Arméni a Řekové, dále např. několik íránských archeologických nalezišť, o kterých se předpokládá, že je obsadili Médové. Hérodotovy zprávy o Médech zanechaly obraz mocného lidu, který na počátku 7. století př. n. l. vytvořil říši, která trvala až do roku 550 př. n. l., sehrála určující roli při pádu asyrské říše a soupeřila s mocnými královstvími Lýdie a Babylonie. Nedávné přehodnocení současných zdrojů z médského období však změnilo představy učenců o stavu Médů. Stát zůstává v dokumentaci obtížně pochopitelný, což o něm zanechává mnoho pochybností. Někteří odobrníci dokonce naznačují, že nikdy neexistovalo mocné království Médie. V každém případě se zdá, že po pádu posledního médského krále proti Kýrovi Velikému z Perské říše se Médie stala důležitou provincií a byla ceněna říšemi, které ji postupně ovládaly (Achajmenovci, Seleukovci, Parthové a Sasánovci).